# Pierre Jean Louis Dangeard
Pierre Jean Louis Dangeard (Poitiers, 1895 — Pléneuf-Val-André, Côte-Armor, 1970) foi um botânico francês.